# Des gaffes et des dégâts
Des gaffes et des dégâts est l'album no 6 dans la série originale de Gaston, c'est le premier album à paraître en grand format. C'est à cette époque que Franquin décide de se consacrer exclusivement à Gaston, d'où l'abandon progressif du personnage de Fantasio en tant que tuteur (symbolisé par la chute de son portrait en couverture) et son remplacement par Prunelle. Fantasio apparait une dernière fois dans le gag n°551.

## Les personnages
- Gaston Lagaffe
- Fantasio
- Léon Prunelle
- Yves Lebrac
- Jef Van Schrijfboek
- Joseph Longtarin
- Mademoiselle Jeanne
- Aimé De Mesmaeker
- Joseph Boulier
- Mademoiselle Sonia
- Mademoiselle Yvonne
- Ducran & Lapoigne
- Jules-de-chez-Smith-en-face
- Bertrand Labévue
- Père Gustave